# Новий атракціон
«Новий атракціон» — радянський дитячий кольоровий художній фільм 1957 року, знятий на студії «Моснаукфільм».

## Сюжет
У дитинстві Вася мріяв стати дресирувальником. Прийшов час — і мрія здійснилася, номер з ведмедями приніс Василю визнання. Але «артист» втік, і тоді герой вирішив створити новий атракціон, помістивши в одну клітку вічних ворогів: козерога і снігового барса…

## У ролях
- Володимир Балашов — Василь Гуляєв, приборкувач
- Інна Кміт — Анна Сергіївна Титова, вчена-зоолог
- Георгій Слабиняк — Петро Єгорович Захаров, доглядач за звірами в цирку
- Кемель Албанов — Даїр, мисливець
- Георгій Віцин — Семен Ілліч, адміністратор цирку
- Макс Борисов — Франц Мюллер, приборкувач
- Анатолій Гаврилов — Вася Гуляєв в дитинстві
- Сергій Годзі — епізод
- Борис Гапонцев — епізод
- Галина Кравченко — працівниця пошти
- Георгій Мілляр — мисливець з куреня
- В. Рябінкіна — епізод
- А. Рилєєв — епізод
- Дмитро Кострюков — дресирувальник
- Микола Єрмаков — дресирувальник
- М. Поздняков — епізод

## Знімальна група
- Режисер — Борис Долін
- Сценаристи — Михайло Вітухновський, Борис Долін
- Оператори — Костянтин Кузнецов, Аркадій Міссюра
- Композитор — Віталій Гевіксман
- Художник — Костянтин Єфімов